# Alopecosa cursorioides
Alopecosa cursorioides is een spinnensoort uit de familie van de wolfspinnen (Lycosidae).
De wetenschappelijke naam van de soort werd in 1969 als naam voor een ondersoort van Alopecosa cursor gepubliceerd door Charitonov.